# Rabbit Hole (série télévisée)
Pour les articles homonymes, voir Rabbit Hole.
Production
Diffusion
Rabbit Hole est une série télévisée américaine en huit épisodes d'environ 50 minutes créée par Glenn Ficarra et John Requa, diffusée entre le 26 mars et le 7 mai 2023 sur Paramount+.

## Synopsis
John Weir, un consultant financier qui gagne sa vie en influençant les marchés pour de riches clients, tombe dans un piège tendu par des ennemis invisibles.

## Distribution

### Acteurs principaux
- Kiefer Sutherland (VF : Matthieu Albertini) : John Weir
- Meta Golding (VF : Déborah Claude) : Hailey Winton
- Enid Graham (VF : Nathalie Homs) : l'agent spécial Josephine « Jo » Madi
- Rob Yang (VF : Xavier Béja) : Edward Homm
- Walt Klink (VF : Maxime Baudouin) : Kyle, l'interne
- Charles Dance (VF : Philippe Catoire) : Dr Ben Wilson

### Acteurs récurrents
- Jason Butler Harner (VF : Yann Guillemot) : Miles Valence
- Alexandra Castillo (es) (VF : Déborah Perret) : Olivia « Liv » Bonen
- Matthew MacFadzean (en) (VF : Damien Witecka) : Morgan Shaw
- Jonas Chernick (VF : Stéphane Roux) : Xander Arnaz
- Maia Jae Bastidas : Eliza Wells
- Elisa Campanella (VF : Cécile Gatto) : Chloe Madi
- Erin Karpluk (VF : Sylvie Jacob) : Claire Weir

### Invités
- Finlay Wojtak-Hissong : le jeune Miles Valence
- Wendy Makkena (VF : Karine Pinoteau) : Debra
- Lance Henriksen : Crowley
- Peter Weller (VF : Bernard Bollet) : l'homme distingué
- Archie Kao : Elliot Gao
- Noam Jenkins (VF : Stéphane Pouplard) : l'agent spécial Rasche

 Source et légende : version française (VF) sur RS Doublage et Doublage Séries Database

## Production
Le 26 octobre 2023, la série est annulée.

## Épisodes
1. Univers tortueux (Pilot)
2. À tout moment (At Any Given Moment)
3. Les algorithmes de contrôle (The Algorithms of Control)
4. La personne à votre oreille (The Person in Your Ear)
5. Tom (Tom)
6. Le manuel de stratégie (The Playbook)
7. Gilgamesh (Gilgamesh)
8. L'Atout (Ace in the Hole)

## Accueil critique
Exigeant un certain lâcher-prise narratif, cette série nous emmène dans un monde où tout n’est que propagande et manipulation, à telle enseigne que nous développons rapidement une forme de paranoïa envers chaque personnage et chaque événement, aussi absurde soit-il. Rabbit Hole est haletante autant qu’elle est légère, ce qui en fait l’un des visionnages les plus fun de ce début d’automne.